# Список глав государств в 206 году до н. э.
| 207 до н. э. ← Список глав государств по годам → 205 до н. э. |

## Азия
- Айраратское царство — Ерванд IV, царь (212 до н. э. — 200 до н. э.)
- Анурадхапура — Асела, царь (215 до н. э. — 205 до н. э.)
- Вифиния — Прусий I, царь (228 до н. э. — 182 до н. э.)
- Греко-Бактрийское царство  — Евтидем I, царь (ок. 230 до н. э. — 200 до н. э.)
- Иберия — Саурмаг I, царь (234 до н. э. — 159 до н. э.)
- Каппадокия — Ариарат IV Евсеб, царь (220 до н. э. — 163 до н. э.)
- Китай (Династия Чу) — 
  - И-ди, император (208 до н. э. — 206 до н. э.)
  - Сян Юй, ван-гегемон (206 до н. э. — 202 до н. э.)
- Корея:
  - Махан — Юн, вождь[англ.] (220 до н. э. — 193 до н. э.)
  - Пуё — Хэмосу, тхандже (239 до н. э. — 195 до н. э.)
- Маурьев империя — Шалишука, император (215 до н. э. — 202 до н. э.)
- Намвьет — Чьеу Ву-де, император (207 до н. э. — 137 до н. э.)
- Парфия — Аршак II, царь (ок. 217 до н. э. — ок. 191 до н. э.)
- Пергамское царство — Аттал I Сотер, царь (238 до н. э. — 197 до н. э.)
- Понтийское царство — Митридат III, царь (ок. 220 до н. э. — 190 до н. э.)
- Сатавахана — Симукха, махараджа (211 до н. э. — 198 до н. э.)
- Селевкидов государство — Антиох III Великий, царь (223 до н. э. — 187 до н. э.)
- Хунну — Модэ, шаньюй (209 до н. э. — 174 до н. э.)
- Япония — Когэн, тэнно (император) (214 до н. э. — 158 до н. э.)

## Африка
- Египет — Птолемей IV Филопатор, царь (222 до н. э./221 до н. э. — 204 до н. э.)
- Мероитское царство (Куш) — Адикаламани, царь (ок. 207 до н. э. — ок. 186 до н. э.)
- Нумидия —  
  - Сифакс, царь Западной Нумидии (ок. 215 до н. э. — 202 до н. э.)
  - Эзалк, царь Восточной Нумидии  (207 до н. э. — 206 до н. э.)
  - Капусса, царь Восточной Нумидии (206 до н. э.)
  - Лакумаз, царь Восточной Нумидии (206 до н. э.)
  - Массинисса, царь Восточной Нумидии (206 до н. э. — 202 до н. э.)

## Европа
- Афины:
  - Пантиад, архонт (207 до н. э. — 206 до н. э.)
  - Каллистрат, архонт (206 до н. э. — 205 до н. э.)
- Ахейский союз — Филопемен, стратег (208 до н. э. — 205 до н. э., 201 до н. э. — 200 до н. э., 193 до н. э. — 192 до н. э., 190 до н. э. — 186 до н. э., 183 до н. э. — 182 до н. э.)
- Боспорское царство — Гигиенонт, царь (ок. 220 до н. э. — ок. 200 до н. э.)
- Дарданское царство[англ.] — 
  - Лонгар, царь[англ.] (ок. 231 до н. э. — ок. 206 до н. э.)
  - Батон, царь[англ.] (ок. 206 до н. э. — ок. 176 до н. э.)
- Ирландия — Бресал Бо-Дибад, верховный король (210 до н. э. — 199 до н. э.)[1]
- Македонское царство — Филипп V, царь (221 до н. э. — 179 до н. э.)
- Одрисское царство (Фракия) — Севт IV, царь (215 до н. э. — 190 до н. э.)
- Римская республика:
  - Луций Ветурий Филон, консул (206 год до н. э.)
  - Квинт Цецилий Метелл, консул (206 год до н. э.)
- Спарта: 
  - Пелоп, царь (212 до н. э. — 200 до н. э.)
  - Набис, тиран (207 до н. э. — 200 до н. э.)

## Галерея

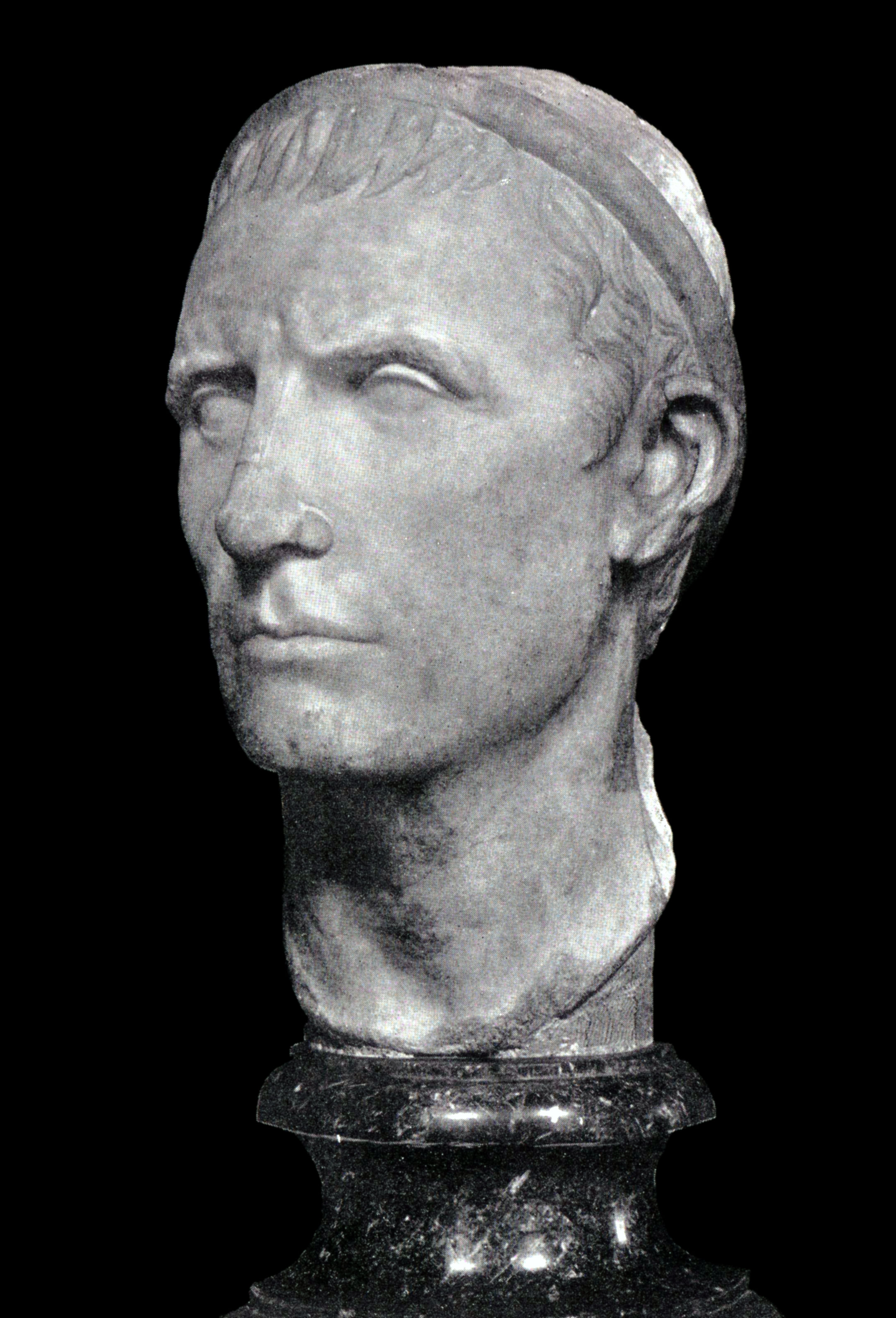
Антиох III Великий 223 до н.э.—187 до н.э. Царь Сирии
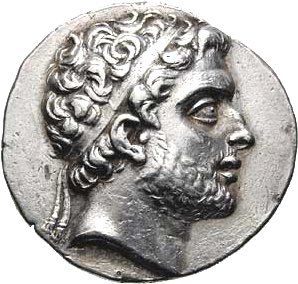
Филипп V 221 до н.э.—179 до н.э. Царь Македонии
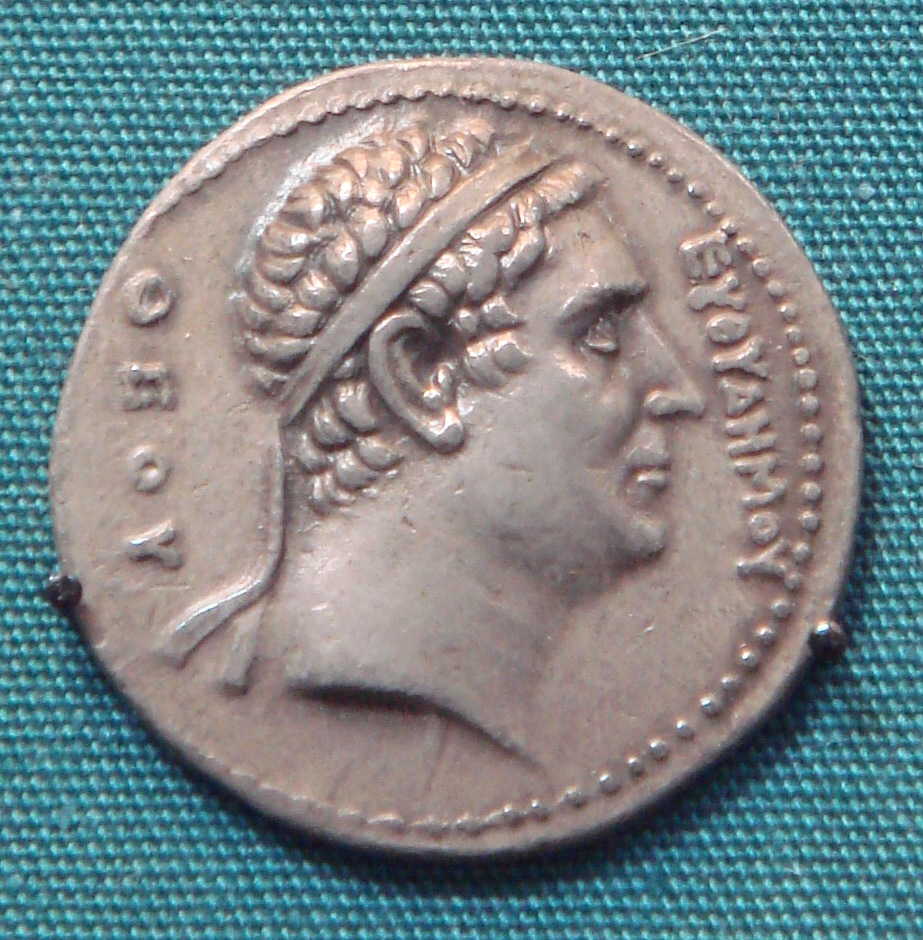
Евтидем I 230 до н.э.—200 до н.э. Греко-бактрийский царь
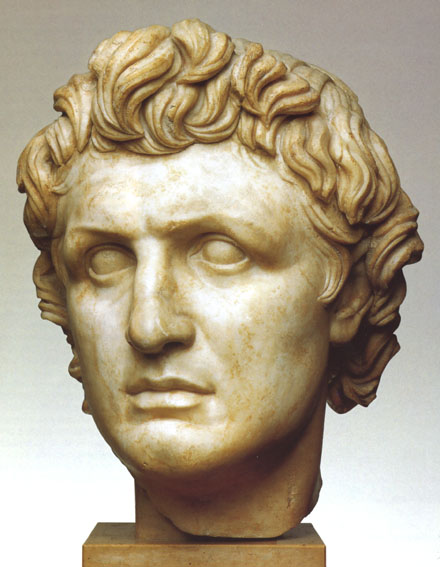
Аттал I Сотер 238 до н.э.—197 до н.э. Царь Пергама
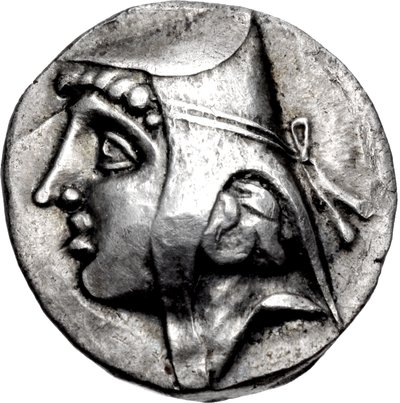
Аршак II 217 до н.э.—191 до н.э. Царь Парфии
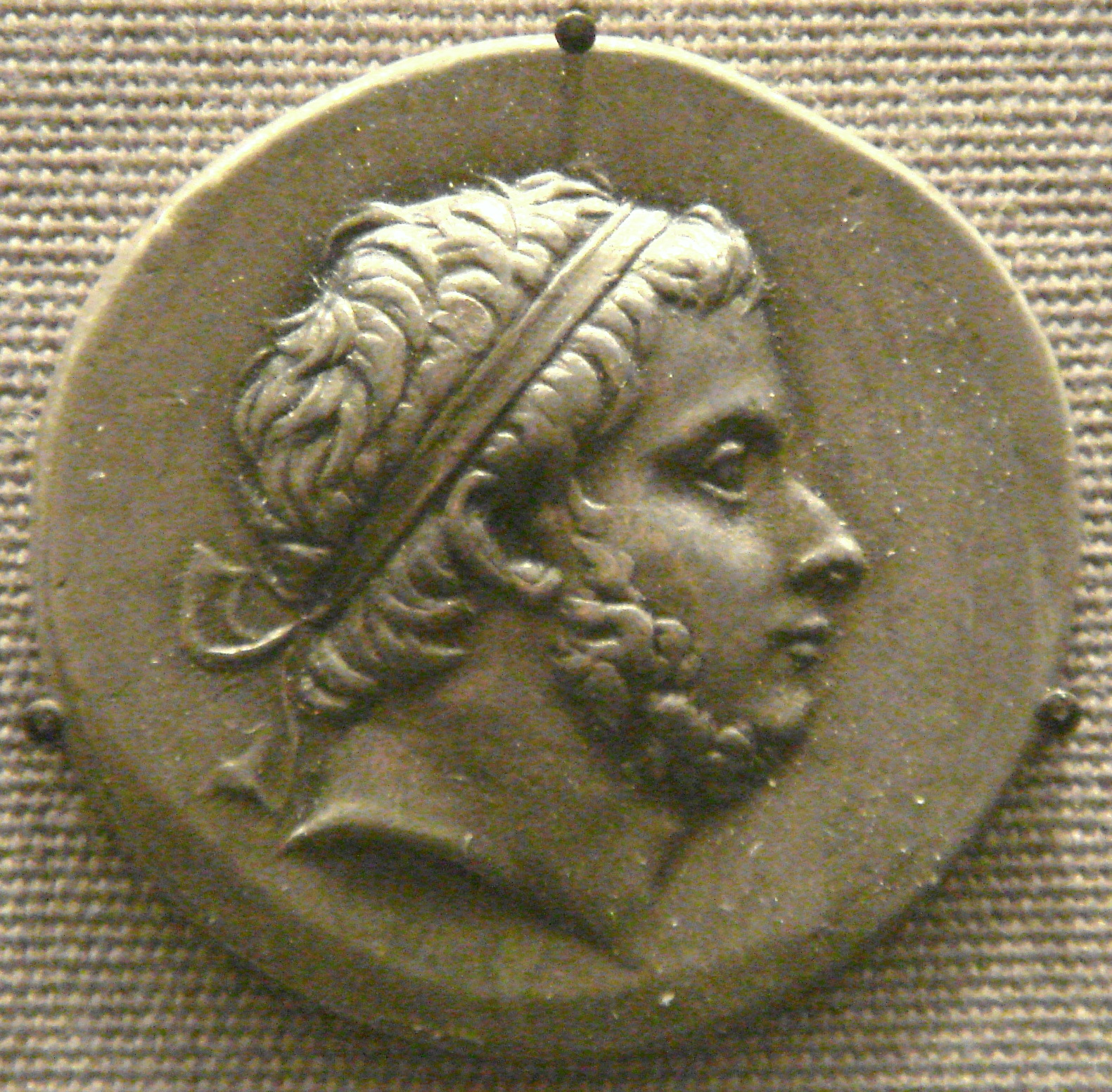
Прусий I 228 до н.э.—182 до н.э. Царь Вифинии
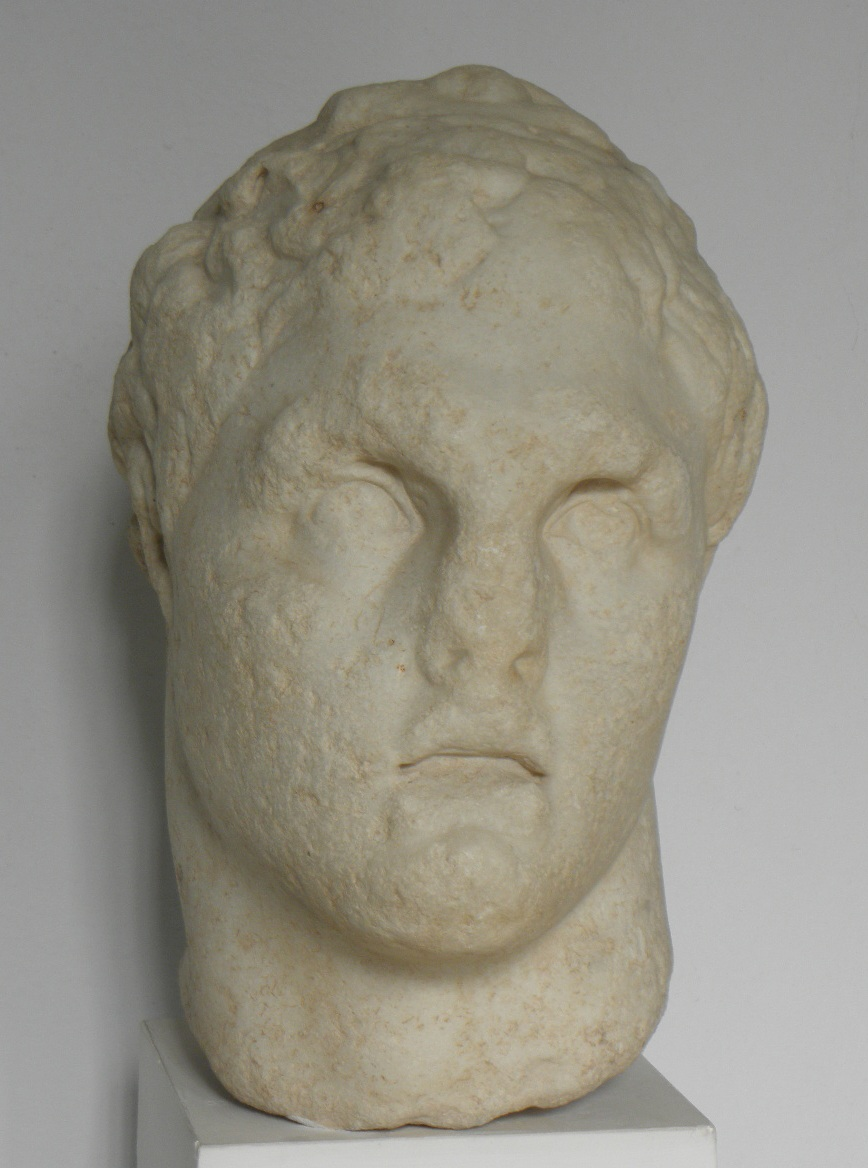
Птолемей IV Филопатор 222/221 до н.э.—204 до н.э. Царь Египта
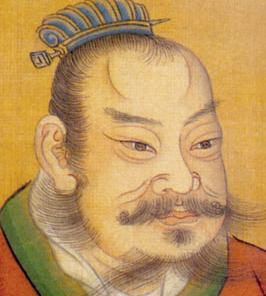
Сян Юй 206 до н.э.—202 до н.э. Ван-гегемон династии Чу
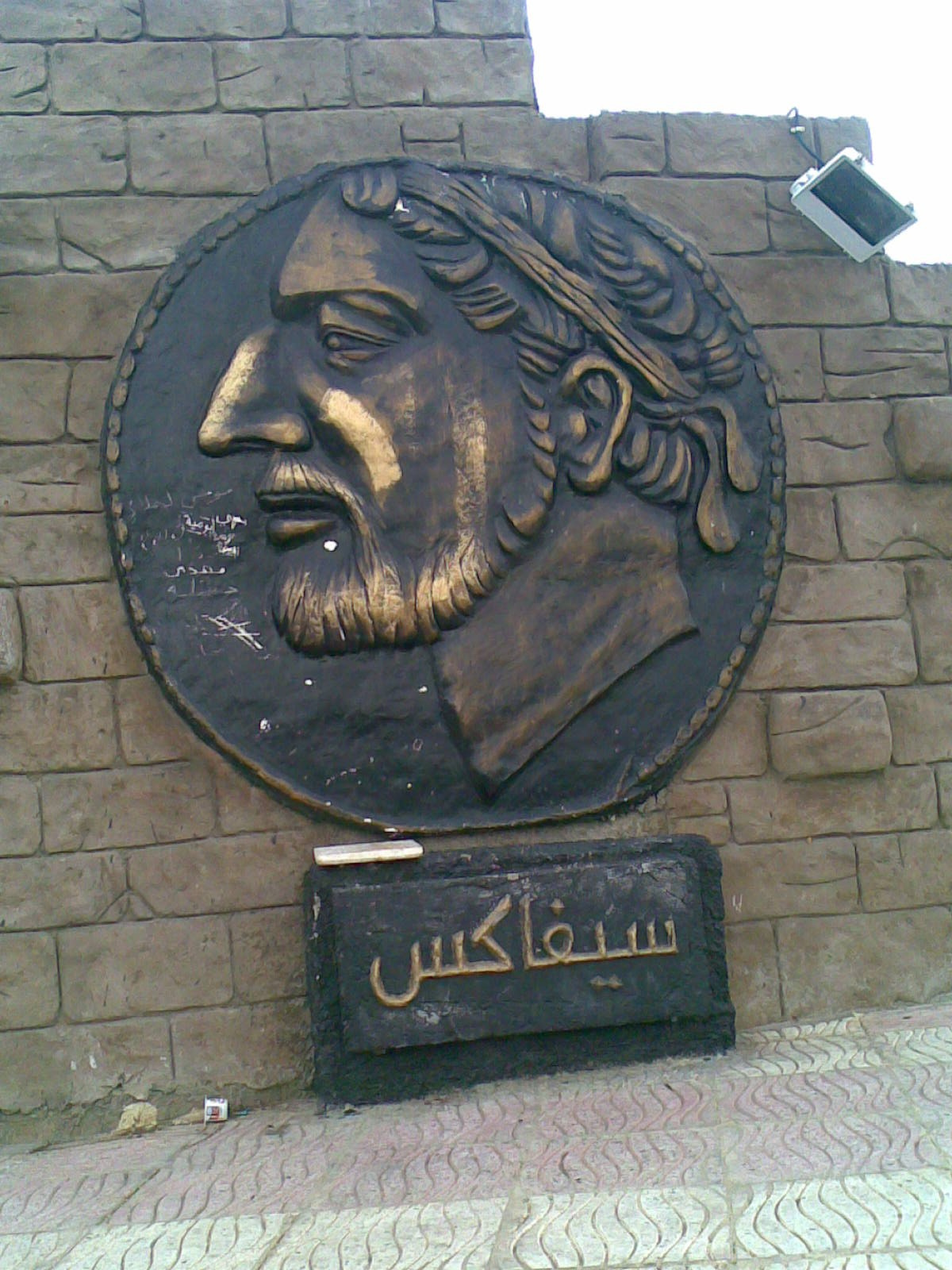
Сифакс 215 до н.э.—202 до н.э. Царь Западной Нумидии
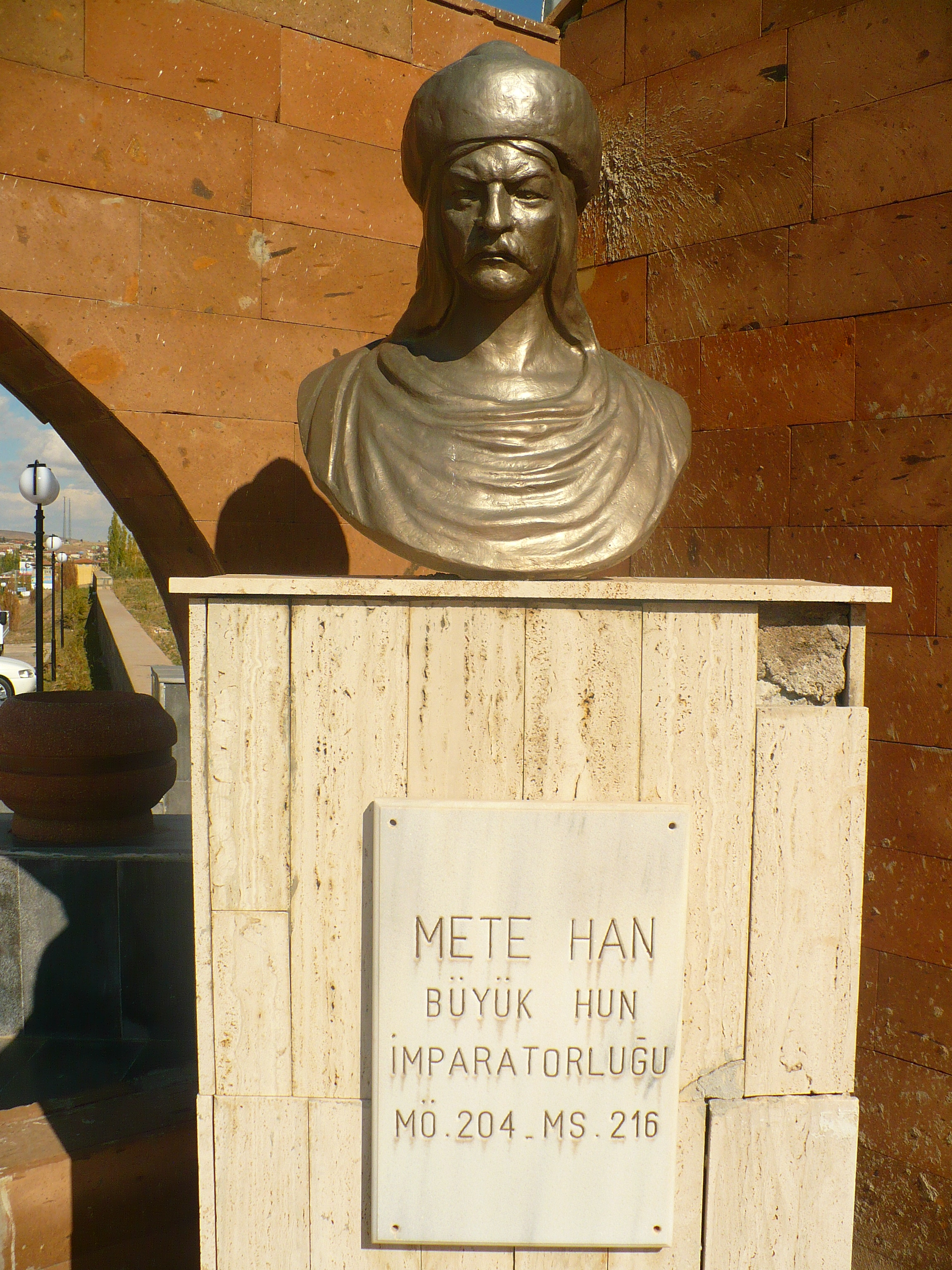
Модэ 209 до н.э.—174 до н.э. Шаньюй хунну
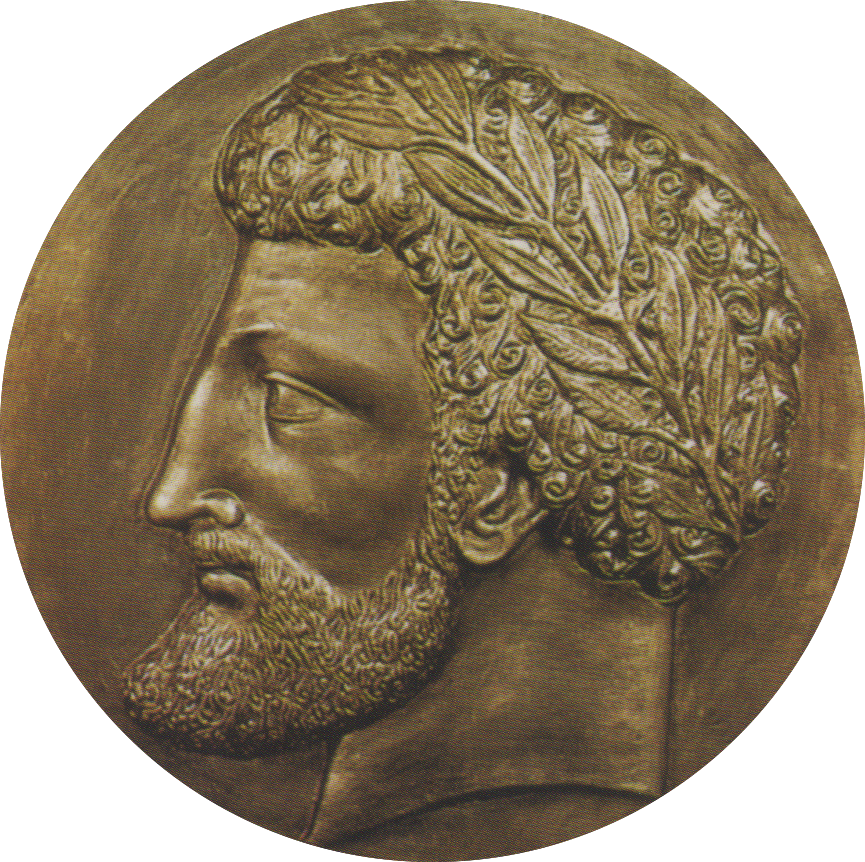
Массинисса 206 до н.э.—202 до н.э. Царь Восточной Нумидии
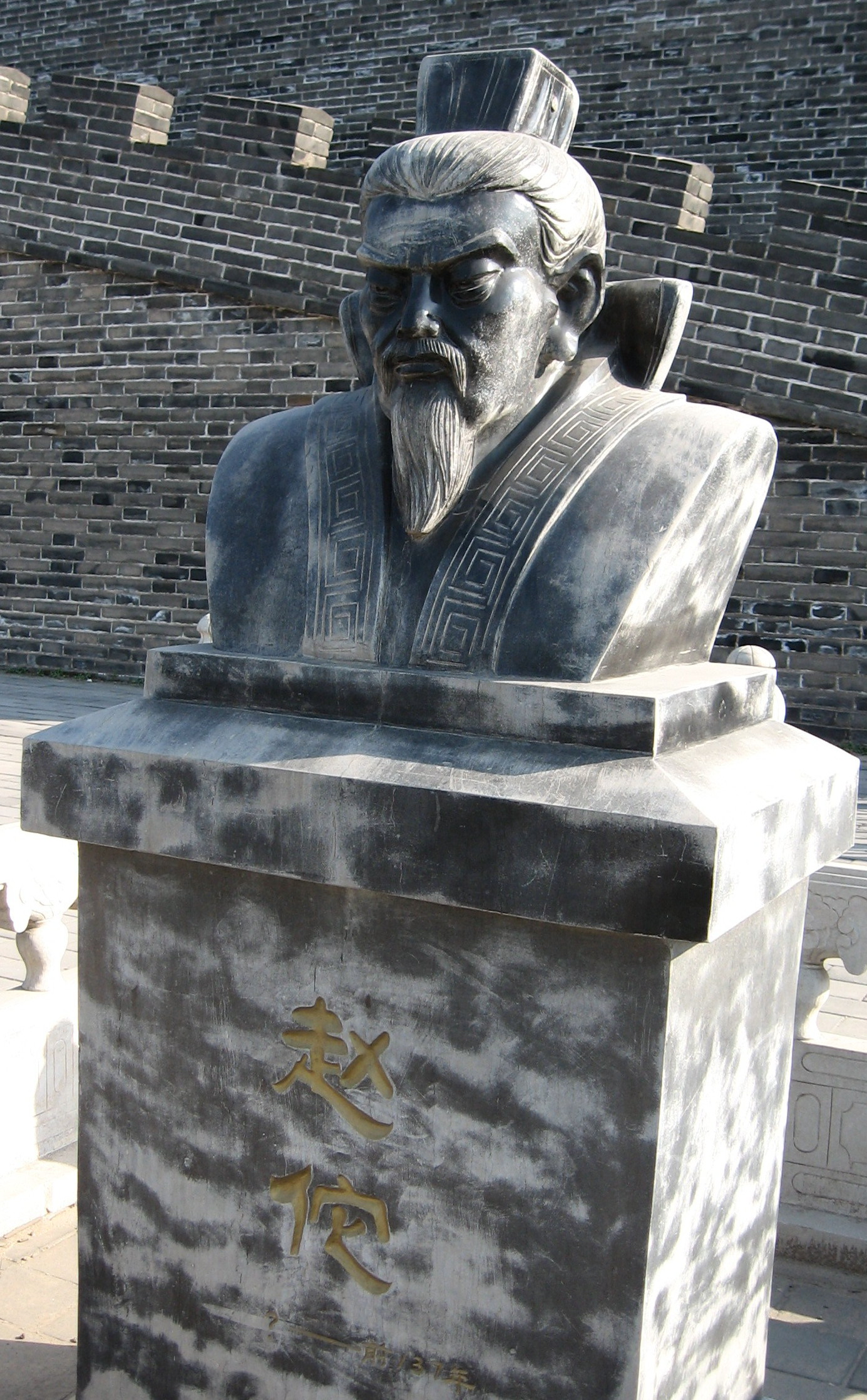
Чьеу Ву-де 207 до н.э.—137 до н.э. Император Намвьета
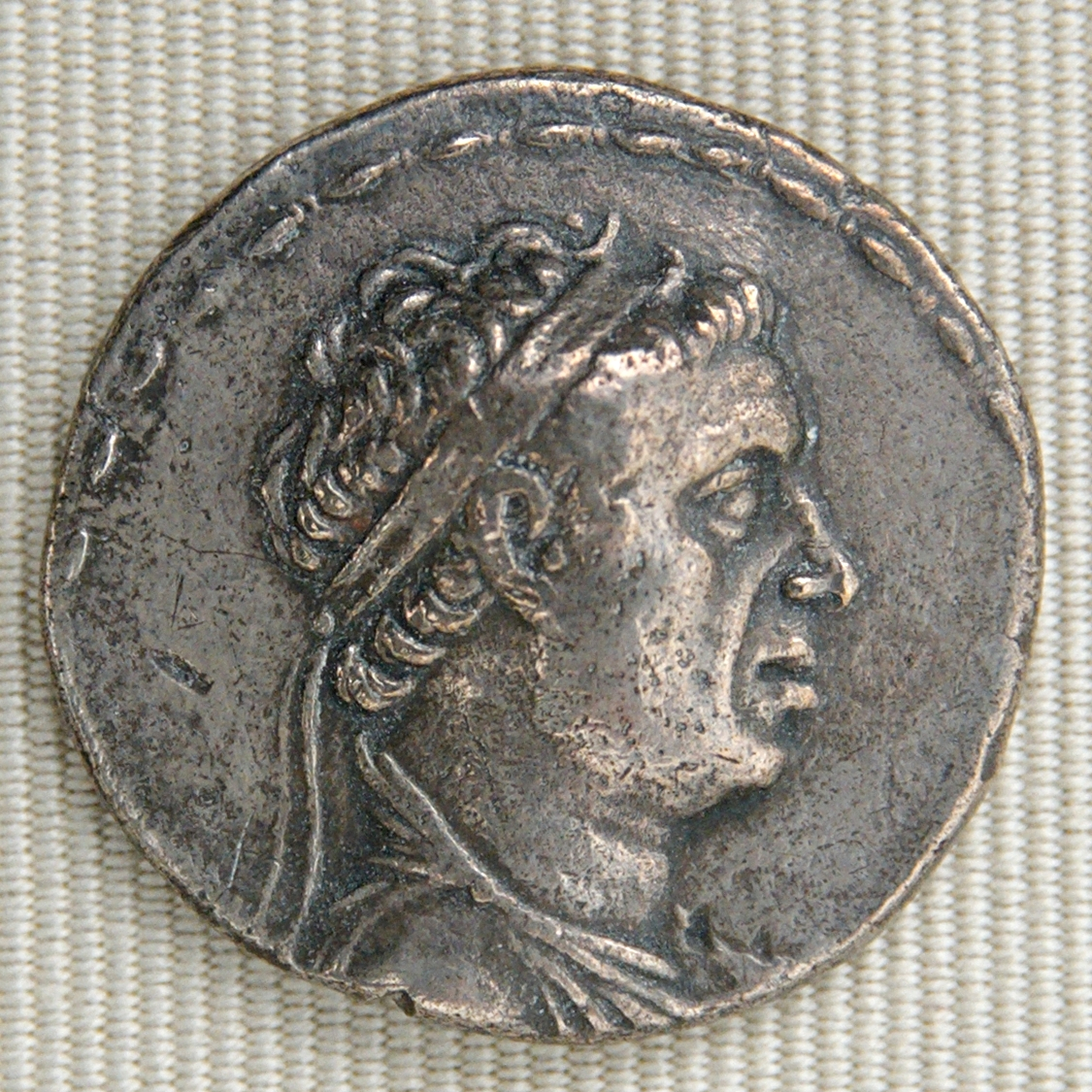
Ариарат IV 220 до н.э.—163 до н.э. Царь Каппадокии
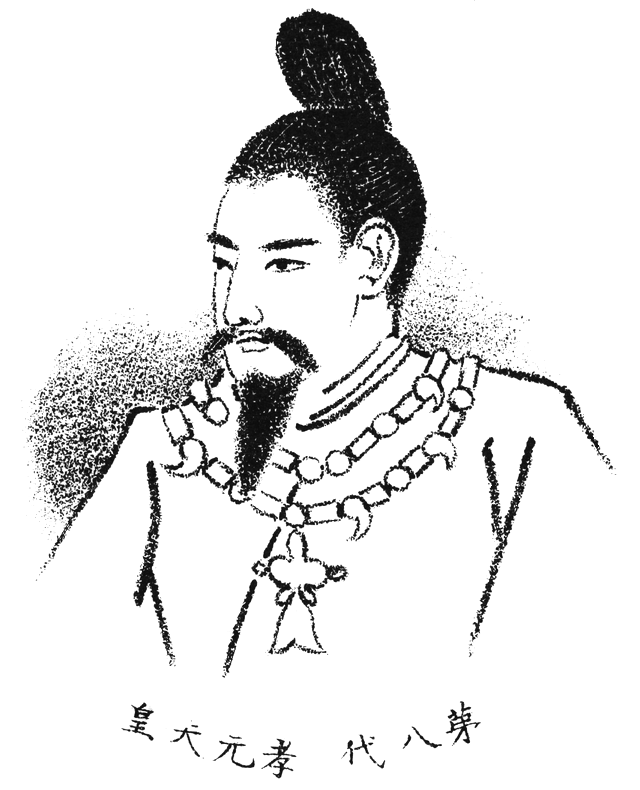
Когэн 214 до н.э.—158 до н.э. Император Японии